# Янам (округ)
Округ Янам — округ в составе союзной территории Пондичерри (Индия).

## География
Округ Янам занимает площадь около 20 км². Он является эксклавом: со всех сторон окружён территорией штата Андхра-Прадеш.

## История
В XVIII веке здесь была основана колония Янаон.
После образования независимой Индии во французских колониях на индийском субконтиненте начало шириться движение за объединение с Индией. В июне 1954 года администрация Янаона объявила о присоединении к Индии. Официальный договор о передаче земель бывшей Французской Индии был заключён в мае 1956 года, ратифицирован французским парламентом в 1962 году, обмен ратифицированными документами между Францией и Индией состоялся 16 августа 1962 года. С 1 июля 1963 года бывшая Французская Индия стала союзной территорией Пондичерри.

## Состав
Помимо собственно города Янам, в состав округа входят следующие деревни: Аграхарам, Дариалатиппа, Фарампета, Гуеремпета, Канакалапета, Курасампета, Меттакур.